# ليام سميث (لاعب كريكت)
ليام سميث (11 مايو 1997 في جنوب أفريقيا - ) (بالإنجليزية: Liam Smith)‏ هو لاعب كريكت جنوب أفريقي. لعب مع نادي مقاطعة ساسكس للكركيت ‏.

## وصلات خارجية
- ليام سميث على موقع إي آس بي آن كريك إنفو (الإنجليزية)